# Junliangcheng
Junliangcheng (kinesiska: 军粮城, 军粮城街道) är ett stadsdelsdistrikt i Kina. Det ligger i storstadsområdet Tianjin, i den norra delen av landet, omkring 22 kilometer öster om stadens centrum. Antalet invånare är 52 112. Befolkningen består av 24 422 kvinnor och 27 690 män. Barn under 15 år utgör 12,0 %, vuxna 15-64 år 79 %, och äldre över 65 år 7,0 %.